# Monchenkocyclops biwensis
Monchenkocyclops biwensis – gatunek widłonoga z rodziny Cyclopidae. Nazwa naukowa tego gatunku skorupiaków została opublikowana w 2005 roku na podstawie prac naukowych japońskiego biologa Teruo Ishidy.